# Регата
Рега́та  (нем. Regatta, от rîgа — «ряд»), гонка судов или шлюпок ранее — гонка шлюпок, гребных судов взапуски, позднее — крупное, обычно традиционное соревнование по парусному или гребному спорту, состоящее из серии гонок для судов разных классов (иногда «регатой» называют соревнования по водно-моторному спорту или соревнования радиоуправляемых яхт).
Одной из первых известных регат была состоявшаяся в 1740 году Венецианская регата гондольеров. С середины XIX века регаты по парусному и гребному спорту стали проводить в Великобритании, Франции, Германии, Италии, Испании, Швейцарии, Бельгии, с конца XIX века—начала XX веков — в скандинавских странах, России, США, Канаде, странах Латинской Америки.
Мировую известность получили Королевская регата Хенли по академической гребле (проводят с 1839 года на реке Темза у города Хенли-он-Темс, вблизи Лондона), Кильская парусная регата (1897, Кильская бухта Балтийского моря, Германия).
«Регатой» называют также соревнования по парусному спорту, включённые в программу Олимпийских игр, и предшествующие им предолимпийские состязания.

## Принципы проведения регат
Как и любое соревнование, регаты призваны выявить сильнейших среди яхтсменов. Так как парусный спорт является техническим видом и многое в результатах зависит от яхты, то основной задачей является корректное сравнение результатов с целью выявить фактическое мастерство яхтсмена.
Существует несколько подходов:
- Монотип. Чтобы исключить неравенство каждой яхты по конструкции, гонки проводятся на практически одинаковых яхтах. Конструкция таких лодок жёстко задана, отступление от неё может караться дисквалификацией.
- Гандикап. Яхты обмеряются в соответствии с расчётной методикой, учитывающей конкурентные особенности лодки. Каждой яхте присваиваются гандикапные баллы, определяемые в мерительном свидетельстве. На старте гонки яхты формируются в группы сходных баллов. Время, показанное экипажем каждой яхты, корректируется в соответствии с баллом, и по этому времени определяется результат. Таким образом, порядок прихода парусных судов на финиш может отличаться от финального протокола.
- Обмерная формула. Подход сходен с гандикапной системой в части обмера яхты. При конструировании задаётся обмерная формула, которой должна соответствовать лодка. Считается, что яхты, удовлетворяющие обмерной формуле, равны, и результат может подводиться по приходе парусных судов на финиш без пересчёта времени. В то же время это позволяет более свободно подходить к проектированию яхт, искать скрытые возможности для улучшения конструкции.

## Классификация парусных соревнований

### по району плавания
- кругосветные
- океанские
- морские
- локальные

### по типам или классам яхт
- монотипы
- макси-яхты
- яхты, соответствующие обмерной формуле
- крейсерские килевые яхты и швертботы
- однокорпусные
- катамараны
- тримараны

### по профессиональному цензу
- профессиональные
- любительские
- смешанные

### по составу экипажа
- одиночные
- командные
- возрастные
- по половому признаку

### по виду дистанции
- этапные
- рейсовые

### по длине дистанции
- короткие
- длинные

### по правилам проведения соревнований
- матчевые
- командные
- с пересадкой
- гандикапные
- по приходу

## Международные парусные регаты
- Балтийская регата — проводили ежегодно с 1946 года, впервые в Ленинграде[6][7]
- Vendee Globe — единственная безостановочная одиночная кругосветная регата
- VELUX 5 Oceans Race (предыдущее название — Around Alone)
- Volvo Ocean Race
- Rolex Fastnet Race
- Rolex Middle Sea Race
- RORC Caribbean 600
- Rolex Sydney Hobart Yacht Race
- Кубок Америки
- Tall Ship' Races (предыдущее название — Cutty Sark)
- Регата "Adventure Race 80 degrees"
- Регата "Ust Luga Cup"

## Российские парусные регаты
- Российский чемпионат в классе монотипов "Laser SB20"
- Кубок Камы
- OCEAN MEDI CUP
- Банковский кубок
- Регата Морской Корпус
- Русская Парусная Неделя Volvo
- Российская Бизнес Регата
- Кубок Российского бизнеса
- Верхневолжская парусная регата
- Кубок Волги
- Кубок Залива Петра Великого
- Кубок Балтийского моря
- Онежская регата
- Соловецкая регата
- Регата Кабестан
- Carpe Diem Regatta (недоступная ссылка)
- Суздальская регата на швертботах Лагуна-комби